# Мехтхилд Баварска
Мехтхилд Баварска (на немски: Mechthild von Bayern; * 14 юни 1532; † 2 ноември 1565, Баден-Баден) е баварска принцеса от род Вителсбахи и чрез женитба маркграфиня на Баден-Баден.

## Живот
Дъщеря е на баварския херцог Вилхелм IV (1493 – 1550) и принцеса Мария Якобея фон Баден (1507 – 1580), дъщеря на маркграф Филип I от Баден.
Принцесата е сгодена първо за принц Филип Магнус фон Брауншвайг (1527 – 1553), но той е убит преди женитбата в битката при Зиверсхаузен.
Мехтхилд (католичка) се омъжва на 17 януари 1557 г. в Регенсбург за протестанта Филиберт фон Баден-Баден (1536 – 1569), маркграф на Маркграфство Баден-Баден.
Мехтхилд умира на 2 ноември 1565 в Баден-Баден и е погребана там. Филиберт е убит на 3 октомври 1569 г. в битката при Монконтур против хугенотите. Децата им са взети от нейния брат Албрехт V Баварски в Мюнхен и възпитавани там.

## Деца
Мехтхилд и Филиберт фон Баден-Баден имат децата:
- Якоба (1558 – 1597, убита), ∞ 1585 Йохан Вилхелм, херцог на Юлих-Клеве-Берг (1562 – 1609)
- Филип II (1559 – 1588), маркграф на Баден-Баден
- Анна Мария (1562 – 1583), ∞ 1578 Вилхелм фон Розенберг (1535 – 1592)
- Мария Саломе (1563 – 1600), ∞ 1586 ландграф Георг IV Лудвиг фон Лойхтенберг (1553 – 1613)
- син (*/† 31 октомври 1565)